# إغناثيو سارمينتو
إغناثيو سارمينتو (بالإسبانية: Ignacio Sarmiento)‏ هو منافس ألعاب قوى إسباني، ولد في 28 ديسمبر 1986.

## وصلات خارجية
- إغناثيو سارمينتو على موقع الاتحاد الدولي لألعاب القوى (الإنجليزية)